# Жуи-ле-Мутье
Жуи-ле-Мутье (фр. Jouy-le-Moutier) — муниципалитет во Франции, в регионе Иль-де-Франс, департамент Валь-д'Уаз. Население — 18 230 человек (2006).
Муниципалитет расположен на расстоянии около 30 км северо-западнее Парижа, 4 км на південний захід від Сержи.

## Демография
Динамика населения (Cassini и INSEE):

## Галерея изображений

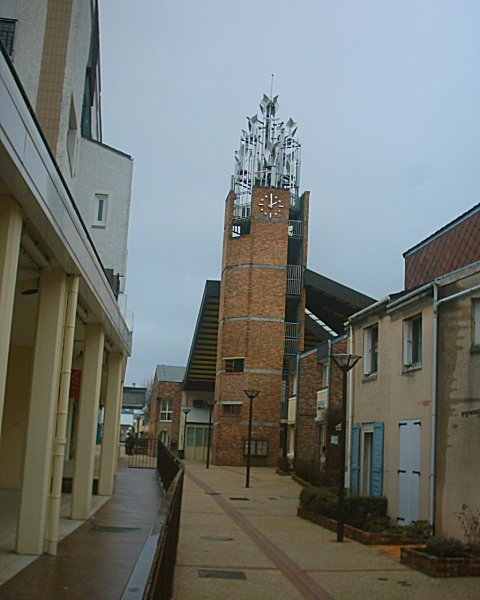
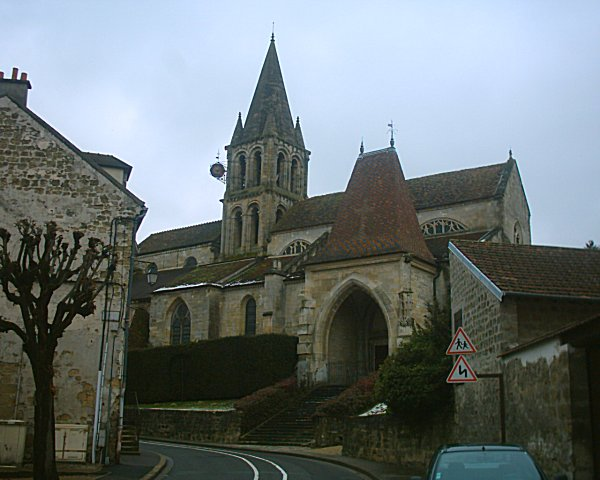
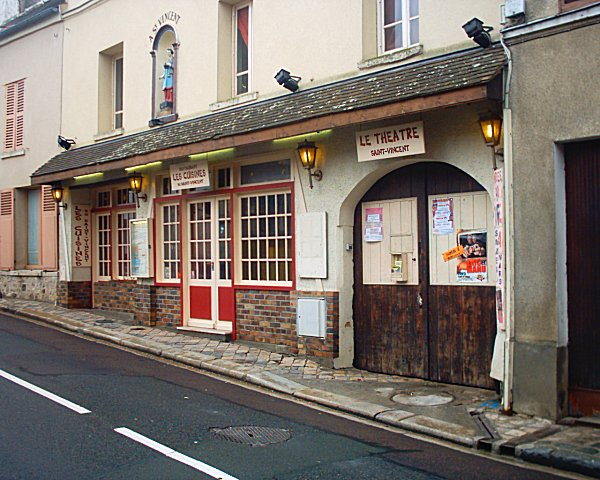

## Города-побратимы
- Борнхайм